# 30487 Dominikovacs
30487 Dominikovacs è un asteroide della fascia principale. Scoperto nel 2000, presenta un'orbita caratterizzata da un semiasse maggiore pari a 3,1855934 UA e da un'eccentricità di 0,1553335, inclinata di 0,23544° rispetto all'eclittica.